# Kiana James
Kayla Klingensmith (ur. 23 maja 1997 w Sioux City) – amerykańska wrestlerka. W 2022 r. podpisała kontrakt zawodniczy z amerykańską federacją World Wrestling Entertainment (WWE), gdzie została przydzielona do brandu NXT pod pseudonimem ringowym Kayla Inlay, później zaś Kiana James. W 2023 r. wspólnie z Fallon Henley zdobyła tytuł tag teamowy kobiet NXT.
Karierę zawodniczą rozpoczęła w 2021 r. Rywalizowała, m.in. w federacjach Daily Wrestling i All Elite Wrestling (AEW) jako Xtina Kay.

## Mistrzostwa i osiągnięcia
- Pro Wrestling Illustrated
  - PWI umieścił ją na 166. miejscu rankingu wrestlerek Top 250 w 2023 r.[6]
- WWE
  - NXT Women’s Tag Team Championship (1 raz) – z Fallon Henley